# Joan Piris i Frígola
Joan Piris i Frígola (Cullera, 28 de setembre del 1939) és un religiós valencià, antic bisbe de Menorca (2001-2008) i de Lleida (2008-2015).
Després d'estudiar Humanitats i Filosofia, i Teologia al Seminari Metropolità de València, va ser ordenat sacerdot a Montcada el 21 de setembre del 1963. El 1967 es llicencià en Pedagogia i diplomà en Catequètica al Pontifici Ateneu Salesià de Roma; tres anys més tard revalidaria part d'aquests estudis llicenciant-se en Pedagogia a la Universitat de València el 1971.
En l'any 1968 fou nomenat vicari de la parròquia de Sant Ferran Rei de València quan n'era rector el futur bisbe i cardenal Ricard Maria Carles), a qui substituí en el rectorat de la parròquia a l'any següent, i fins al 1974. Posteriorment, compaginà tasques pedagògiques amb les de delegat episcopal per a la Pastoral de la Família (1972-1981), rector de Sant Llàtzer (1982), arxipreste dels Sants Patrons (1982-1985) i rector de Santa Caterina, de València (1985-1990). Després de ser arxipreste de Sant Bernat Màrtir d'Alzira (1987-1988), fou nomenat vicari episcopal de La Ribera (1988-1990), de València-Nord-est (1990-1993), de Llíria-Via de Madrid (1992-1993), i novament de València-Nord-est (1993-1996). Era rector de la parròquia del Bon Pastor (1996-2001) quan a l'1 de març del 2001 fou fet bisbe de Menorca, càrrec que exercí fins a l'any 2008.
El 16 de juliol del 2008 va ser nomenat bisbe de Lleida. Presentà la renúncia en complir els 75 anys, i fou rellevat el 28 de juliol del 2015 pel seu successor a la diòcesi de Menorca, Salvador Giménez Valls.
Ha publicat articles de temes de pastoral familiar i pastoral urbana en revistes especialitzades, i és autor de diversos llibres, especialment de catequètica (escrits, en general, en col·laboració amb Antonio Alonso Núñez i Francisco Millet Escrivà i publicats a València per López Mesquida entre els anys 1968 i 1973).

## Obres
- Casarse en la fe de Jesús: encuentros de preparación al sacramento del matrimonio València: Edicep, 1983
- Para que tengan vida: orientaciones de vida cristiana y propuestas pastorales València: Edicep, 1996
- Mi primera visita pastoral = La meva primera visita pastoral Maó: Bisbat de Menorca, 2003